# Søren Kuhlau
Søren Kjerulf Kuhlau (1798 – 29. marts 1864) var en dansk cellist og kgl. kapelmusikus, fætter til Friedrich Kuhlau.
Han var søn af stadsmusikant i Aalborg og organist ved Vor Frue Kirke Johan Daniel Kuhlau (ca. 1746-1810) og Elisabeth Marie Sørensdatter Kjærulf (1759-?).  Søren Kuhlau blev ansat i Kapellet i 1820.